# Українська народно-демократична партія (1942—1945)
Українська народно-демократична партія — політична партія, що діяла в Україні в роки Другої світової війни. Постала з ініціативи Івана Мітринги та його однодумців у лавах ОУН на початку 1942 на Волині, де тоді оперували загони УПА, очолені Тарасом Бульбою-Боровцем.
Українська народно-демократична партія оформилася як ліводемократична організація; у своєму маніфесті вона критикувала одночасно німецьку окупаційну політику й ідейні основи та політичну практику ОУН (б). Остання гостро виступила проти У. Н.-Д. П.
Українська народно-демократична партія не розвинула своєї діяльності і швидко самоліквідувалася. До керівництва У. Н.-Д. П., крім І. Мітрінґи, належали: В. Турчманович, В. Ривак, Борис Левицький та ін. Окремі діячі за кордоном приєдналися до лівого крила Української революційно-демократичної партії (група «Вперед»).